# 新曄科技
新曄科技有限公司，簡稱新曄科技（英語：Serial System Limited，SGX：S69），在1988年由吳木興（董事長及首席執行官）創立。
主要地區包括新加坡、中國、印度，以及馬來西亞。
主要業務經營生產及銷售半導體元件通路，總部位於8 Ubi View #05-01 Serial System Building
Singapore 408554，股份在1997年4月9日於新加坡交易所創業板（凱利板前身）上市，之後在2000年7月10日轉為主板上市。招股價為0.58坡元，在2011年9月中，集團以發行臺灣存託憑證，在10月5日於台灣證券交易所上市，所有發行84,000,000股，招股價為12.25元新台幣，集資額為1,029,000,000元新台幣。2015年5月13日新曄TDR下市。

## 連結
- SerialSystem.com.sg （页面存档备份，存于）